# Enderleina flinti
Enderleina flinti är en bäcksländeart som beskrevs av Bill P.Stark 1989. Enderleina flinti ingår i släktet Enderleina och familjen jättebäcksländor. Inga underarter finns listade i Catalogue of Life.